# Lecane levistyla
Lecane levistyla är en hjuldjursart som först beskrevs av Olofsson 1917.  Lecane levistyla ingår i släktet Lecane och familjen Lecanidae. Arten är reproducerande i Sverige. Inga underarter finns listade i Catalogue of Life.